# Brunalge-ordenen
Brunalge-ordenen (Fucales) er en orden af havalger. Den rummer flere af de mest velkendte arter, som ofte benævnes "tang".

## Klassifikation
Orden: Fucales
- Familie: Fucaceae (Brunalge-familien)
- Familie: Himanthaliaceae
- Familie: Hormosiraceae
- Familie: Phyllosporaceae
- Familie: Sargassaceae
- Familie: Cystoseiraceae